# Liste der Bodendenkmäler in Roetgen
Die Liste der Bodendenkmäler in Roetgen enthält die denkmalgeschützten unterirdischen baulichen Anlagen, Reste oberirdischer baulicher Anlagen, Zeugnisse tierischen und pflanzlichen Lebens und paläontologischen Reste auf dem Gebiet der Gemeinde Roetgen in der Städteregion Aachen in Nordrhein-Westfalen (Stand: Juni 2021). Diese Bodendenkmäler sind in Teil B der Denkmalliste der Gemeinde Roetgen eingetragen; Grundlage für die Aufnahme ist das Denkmalschutzgesetz Nordrhein-Westfalen (DSchG NRW).
| Bild | Bezeichnung              | Lage                                              | Beschreibung | Bauzeit                     | Eingetragen seit | Denkmal- nummer |
| ---- | ------------------------ | ------------------------------------------------- | ------------ | --------------------------- | ---------------- | --------------- |
|      | Wallanlage               | westlich von Rott, nördlich der Kleebendsbrücke   |              | Mittelalter bis Neuzeit     |                  | AC 007          |
|      | Grabenanlage             | westlich von Rott, am Hangetigerberg              |              | Mittelalter bis Neuzeit     |                  | AC 008          |
|      | Verschanzung Westwall    | zwischen Kläranlage und Wasserwerk, am Grölisbach |              | Neuzeit, 20. Jh.            |                  | AC 098          |
|      | Bunker Westwall          | nördlich des Wasserwerks, am Vichtbach            |              | Neuzeit, 20. Jh.            |                  | AC 110          |
|      | Militärbefunde allgemein | nördlich von Rotterdell                           |              | Neuzeit, 20. Jh.            |                  | AC 111          |
|      | Hohlwege, Kupferstraße   | Hohlwegtrasse, südlich von Rotterdell             |              | Spätmittelalter/Frühneuzeit |                  | AC 100          |